# Krupskói (Primorsko-Ajtarsk, Krasnodar)
Krupskói (del ruso: Октябрьский) es un posiólok del raión de Primorsko-Ajtarsk del krai de Krasnodar en el sur de Rusia. Está situado en la orilla derecha del arroyo Singili, cerca de su desembocadura a través de una serie de marismas y limanes en el mar de Azov, 32 km al sureste de Primorsko-Ajtarsk y 99 km al norte de Krasnodar, la capital del krai. Tenía 58 habitantes en 2010.
Pertenece al municipio Ólguinskoye.